# ركلة ملتفة

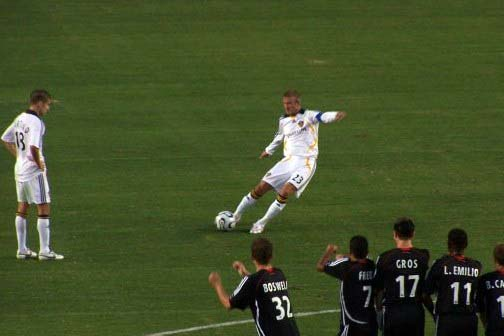
ديفيد بكهم (وسط) يسجل من ركلة حرة ملتفة في عام 2007. تُضرب الكرة بالجزء الباطني من قدمه اليمنى، ويميل جسده إلى اليسار لتوليد التفاف إضافي على الكرة.

الركلة أو الضربة الملتفة في كرة القدم هو دوران الكرة ما يجعل الكرة تتحرك في اتجاه منحنٍ أو ملتف. غالبًا ما يستخدم الوجه الأنسي (الباطني) من القدم عند الرغبة في ركلها لتلتف أثناء تقدمها، ولكن يمكن القيام بذلك بالوجه الوحشي (الظهري) من القدم أيضًا .

ركلة حرة منحنية لروبرتو كرلوس لصالح البرازيل (الصفراء) ضد فرنسا (الأزرق) في عام 1997، ضربها بالجزء الخارجي من قدمه اليسرى.